# The High End of Low
The High End of Low è il settimo album in studio dei Marilyn Manson, registrato a Hollywood nel 2008. È stato pubblicato il 20 maggio 2009 in Giappone, il 22 maggio 2009 in Italia e il 26 maggio 2009 negli Stati Uniti, e si tratta dell'ultimo disco dei Marilyn Manson pubblicato sotto etichetta Interscope Records, così come l'ultimo che vede la presenza dello storico batterista della band Ginger Fish.
Sean Beavan, che aveva mixato per la band gli album Antichrist Superstar, Mechanical Animals e Eat Me, Drink Me, è co-produttore dell'album insieme a Chris Vrenna. Manson disse che il disco è stato influenzato dai film, specialmente per quanto riguarda il brano I Want to Kill You Like They Do in the Movies.
Dall'album sono stati estratti due singoli, We're from America ed Arma-Goddamn-Motherfuckin-Geddon. Il disco ha debuttato alla posizione numero 4 della Billboard 200.
Ad oggi ha venduto poco più di un milione di copie nel mondo.

## Storia
Inizialmente, Manson rivelò che le sessioni di registrazione per il settimo album della band sarebbero iniziate tra marzo e maggio 2008, che due B-side di Eat Me, Drink Me avrebbero potuto trovare posto nel disco e che avrebbe voluto lavorare ancora con Tim Sköld, così come con Kerry King degli Slayer e Nick Zinner degli Yeah Yeah Yeahs; il demo di un brano fu inoltre registrato durante il tour — la canzone non finì però sull'album — e Manson riempì interi quaderni di appunti con idee per altri potenziali testi e tracce. Voci circolarono anche a proposito di una collaborazione con James Iha, anche se questo non fu mai confermato ufficialmente.
Nel mese di dicembre 2007 Tim Sköld lasciò la band a causa del ritorno dell'ex bassista Twiggy Ramirez, che si ribattezzò semplicemente "Twiggy", eliminando il cognome da serial killer. La reunion fu annunciata nel gennaio 2008. In occasione dell'annuncio, Manson rilasciò un'intervista esclusiva all'ormai defunto sito The Heirophant, nella quale rivelò i suoi piani di registrare un album con Twiggy e Vrenna dopo la conclusione del Rape of the World Tour.
In un'intervista di febbraio 2008 rilasciata a Steppin'Out, Manson descrisse il nuovo album come "spietatissimo, durissimo, e violentissimo".
Il 19 ottobre 2008, Manson e Twiggy annunciarono alla festa dopo gli Scream Awards 2008 che l'album avrebbe suonato "molto come Antichrist Superstar" e che le sessioni di registrazione erano "sostanzialmente finite". Fu inoltre rivelato che il chitarrista dal vivo Wes Borland sarebbe rimasto con la band durante il tour in supporto dell'album, cosa che non si verificò. In un'intervista con Spinner.com rilasciata il giorno seguente, Manson spiegò l'esperienza di Twiggy nella lavorazione all'album: "Questo è il disco che abbiamo sempre voluto fare e [Twiggy] sta scrivendo da un punto di vista da cui io ho sempre scritto a livello di testi. Non credo che in precedenza abbia avuto l'opportunità di essere danneggiato, e la sua anima di essere soffocata da una donna tanto quanto me. Così, ora che il suo pene è stato metaforicamente tagliato e ridotto in fottuti Sloppy Joe, qualcuno ha cagato sul suo cuore mille volte, abbiamo tentato di dare un volto musicale a tutto ciò". Una dichiarazione di Manson secondo la quale il gruppo stava considerando di pubblicare una nuova canzone entro la fine dell'anno rese improbabile l'idea che l'album sarebbe potuto uscire durante l'inverno 2008, smentendo dunque l'annuncio dello stesso Manson risalente a maggio di quell'anno.
"Ho attraversato un periodo difficile sotto Natale, durante il quale ho imparato la differenza tra amore e dipendenza, e la differenza tra debolezza e desiderio. E ha fatto una grande differenza nella mia vita.
Così sono tornato indietro [nello studio] il 2 gennaio, e ho visto i miei unici amici, che a questo punto sono la band, e tutti mi hanno chiesto "Come va la vita?" e ho detto "Bè, sono al punto più bello della depressione ["the high end of low", appunto]". Ed automaticamente ho saputo come si sarebbe chiamato il nuovo disco."
Marilyn Manson, Intervista con Spin 
Nel dicembre 2008, Manson rivelò le qualità sonore di tre tracce. Di una disse che avrebbe incluso "un covo di streghe", un'altra "paludosità acustica che fa tornare indietro a quando vivevo a New Orleans", e il brano in cui Manson suona la chitarra include inoltre lui stesso "sniffando qualcosa, qualsiasi cosa possa essere stata" come strumento di percussione. Il 10 marzo 2009, un post sul blog del produttore Sean Beavan confermò due titoli, 15 e la già chiacchierata Four Rusted Horses.
In un'intervista di marzo con Kerrang!, Manson rivelò che The High End of Low avrebbe contenuto 15 canzoni, e che 15 sarebbe stata la traccia finale. Affermò inoltre che la quattordicesima traccia, Into the Fire, è una "gloriosa epopea" grazie alla quale Twiggy sarebbe stato ricordato come chitarrista. Manson spiegò poi che le tracce appaiono sull'album nell'ordine in cui sono state scritte e registrate. Rivelò inoltre il titolo di un'altra canzone, We're from America, resa disponibile per il download gratuito dal sito ufficiale della band il 27 marzo 2009. Nello stesso mese, cinque demo di canzoni tratte dall'album furono rubati e diffusi su Internet. Chris Vrenna commentò la vicenda dicendo: "Odio il furto di musica in qualsiasi forma. Se una band decide di mettere tracce online, è una gran cosa. [...] Ma scaricare musica non autorizzata è come entrare nel tuo negozio di CD e taccheggiare il disco! Credo che i veri fan sappiano che solitamente le canzoni trovate online prima dell'uscita del disco sono solamente versioni superficiali delle tracce, ed aspetteranno di sentire la musica nel modo in cui è intesa dall'artista".
Il 27 marzo 2009, Metal Hammer pubblicò un post sul suo blog, descrivendo due brani tratti da The High End of Low, Arma-goddamn-motherfuckin-geddon e la traccia precedentemente non verificata The Wow (in realtà intitolata WOW). Successivamente, il 7 aprile, lo stesso Metal Hammer confermò i titoli di tre nuove canzoni, Blank and White, Running to the Edge of the World e White Spider (in realtà intitolata Wight Spider). La rivista confermò inoltre che la canzone diffusa su Internet dal titolo maybeharmfulifswallowed era stata ufficialmente rinominata Leave a Scar.
Il 16 aprile 2009, il sito ufficiale della band fu aggiornato con la lista tracce di The High End of Low, rivelando i titoli di tre canzoni allora ancora sconosciuti: Pretty as a Swastika, Unkillable Monster e I Have to Look Up Just to See Hell. Fu inoltre aggiunto al sito uno splash screen che mostrava Manson mentre teneva un fascio di luci fluorescenti sulla sua testa.

## Tematiche e grafica
"[Il titolo] descrive veramente il disco, che parla a proposito della perdita della grazia e del tentativo di stare bene ed essere accettato come un mortale o una persona normale quando la gente non ti vede in quel modo. Parla anche del fatto di lasciar perdere quello che sei per dimostrare che ami qualcuno più di quanto ami te stesso. Quando arrivi a quel punto sei inamabile. E per me, a metà del disco, lo puoi sentire. È passato dalla disperazione alla rabbia, è come passare attraverso le fasi di distruzione e ricostruzione".
Marilyn Manson, Intervista con Spin 
Vari temi sono presenti in The High End of Low, prevalentemente la violenza nei brani Arma-Goddamn-Motherfuckin-Geddon, Pretty as a Swastika, Blank and White e I Want to Kill You Like They Do in the Movies, il dolore in Leave a Scar e Unkillable Monster, la politica in We're from America, l'amore e altre emozioni distruttive nei brani Devour e Running to the Edge of the World, la morte in Four Rusted Horses e I Have to Look Up Just to See Hell, e infine l'autorealizzazione e la rinascita in Into the Fire. L'album è in definitiva un riepilogo di precedenti idee e principi morali. Manson affermò che l'intero album è stato influenzato dai film, in particolare la traccia I Want to Kill You Like They Do in the Movies. The High End of Low torna ai riferimenti e ai richiami al numero 15, che fu ricorrente nel disco del 1998 Mechanical Animals. Ciò si può notare dal fatto che l'album contiene 15 canzoni, l'ultima delle quali è intitolata proprio 15, dal fatto che il nome del gruppo sulla copertina del singolo di We're from America è scritto "MAR1LYN MAN5ON", dal fatto che il titolo dell'album contiene 15 lettere e infine dal fatto che The High End of Low è stato pubblicato a circa 15 anni dall'album di debutto della band con una major discografica, Portrait of an American Family. In un'intervista, Manson affermò di essere stato per lungo tempo ossessionato dal numero 15, poiché si tratta del numero del demonio nei tarocchi.
La copertina dell'album ritrae il volto di Manson illuminato di blu e con una luce laser rossa sulla sua testa, che guarda fisso nella camera di fianco ad uno sfondo dai toni rossi. Il retro della copertina mostra Manson con un cappello, con la lista tracce elencata nella parte sinistra. L'immagine di copertina è stata scattata da Delaney Bishop, quella del retro da Mike Riley. Anche le foto che appaiono nel libretto del disco sono state realizzate da Mike Riley, mentre tutte le polaroid sono opera di Manson ed Evan Rachel Wood.
Il logo di The High End of Low sembra essere basato sul logo inglese del film Anatomia di un rapimento di Akira Kurosawa del 1963, il cui titolo originale Tengoku to jigoku si può tradurre come Paradiso e Inferno, tema ricorrente nel brano Four Rusted Horses. Come suggerisce il titolo, Arma-Goddamn-Motherfuckin-Geddon contiene numerosi paragoni con l'iconografia biblica. Questi temi, insieme ad altri, pervadono la canzone e il suo videoclip, esplorando l'innato fascismo del denaro, la censura ed il sensazionalismo della cultura americana. È una delle tracce più accusatorie del disco, e il videoclip ed il simbolismo del singolo fanno da preludio alla filosofia della nuova era. Il simbolo '$' presente largamente nel videoclip fa un velato riferimento a Salvador Dalí, derivante da un attacco mirato basato sulla credenza di Breton che Dalí  avesse abbandonato la sua integrità artistica e le sue radici surrealiste per inseguire la fama e la ricchezza. Oltretutto — così com'è successo allo stesso Manson — Dalí venne accusato di essere un simpatizzante del nazismo che aveva ideologie militaristiche e fasciste, a causa del suo sfacciato ed aperto fascino nei confronti del fascismo.
The High End of Low è il primo album in studio dei Marilyn Manson dai tempi del loro disco di debutto con una major, Portrait of an American Family, a non contenere una traccia che dà il suo nome all'intero disco. In ogni caso, il brano I Have to Look Up Just to See Hell può essere considerato la title track dell'album, dato che l'espressione The High End of Low è ricorrente nel testo del brano. Vale la pena notare che nemmeno l'EP Smells Like Children contiene al suo interno una title track, ma esiste un brano omonimo della band, mai registrato in studio, che ha "donato" il suo titolo all'intero EP.

## Composizione
All'interno di The High End of Low sono presenti molti riferimenti ed evocazioni a livello di testi. I film e il cinema fanno da filo conduttore nel disco, rendendo questo album quello più ispirato alla celluloide di sempre tra quelli dei Marilyn Manson, come evidente peraltro dall'artwork dell'album e dal disco stesso, che si presenta come un rullo cinematografico. I testi segnano invece un corrosivo ritorno alle pungenti diatribe contro l'ingiustificata cecità americana e i temi occulti che non venivano più esplorati così marcatamente sin dai tempi di Holy Wood (In the Shadow of the Valley of Death).
Wight Spider, una delle tracce più coinvolgenti di The High End of Low, è anche una di quelle più ricche di significati. Prima della pubblicazione dell'album, il brano era stato intitolato White Spider; il titolo fu successivamente cambiato senza dover registrare nuovamente il brano, dato che la pronuncia è la stessa. Il titolo non è così semplice da capire: "wight" è un termine arcaico derivato dal termine "wiht" dell'antico inglese, che indicava una creatura o altrimenti un essere vivente. Nell'arco di secoli di poesia e fantasia, il termine acquistò il suo significato più riconoscibile, lo stesso della definizione originale. Il wight è una forma di entità sovrannaturale, qualcosa di paragonabile ad un fantasma. È un resto ombroso ed oscuro, sostanzialmente un riflesso scarno di ciò che si era un tempo. Dato che i wight sono intrappolati in un'esistenza di "non esistenza" per l'eternità, non è strano il fatto che vengano ritratti come aggressivi, violenti e saturi di rabbia e odio.
La settima traccia di The High End of Low, intitolata Running to the Edge of the World, contiene una frase che nacque ai tempi dell'ormai abbandonata era del Celebritarian: "We don't seek death, we seek destruction, Until death we seek destruction". Allo stesso modo, le parole "Together as one, against all others" sono le stesse pronunciate da Manson e Evan Rachel Wood nel videoclip di Heart-Shaped Glasses (When the Heart Guides the Hand), prima di buttarsi con l'auto in un lago oltre un dirupo. Il titolo del brano stesso potrebbe inoltre essere un richiamo al film di Michael Powell del 1937, The Edge of the World. La dodicesima traccia di The High End of Low, We're from America, inizia con le parole "We're from America/We're from America/Where we eat our young". Al di là della condanna al modo in cui i bambini vengono allevati, sfruttati e infine distrutti, c'è anche un riferimento ad un'opera di Francisco Goya intitolata Saturno che divora i suoi figli. Lo stesso dipinto compare anche nella scena finale del videoclip di The Nobodies. Il dipinto ed il suo utilizzo da parte di Manson sono strettamente annessi ad una serie di concetti alchemici che giocarono un ruolo fondamentale in Holy Wood, e alla continua evoluzione di Marilyn Manson. Unkillable Monster contiene un chiaro riferimento ad un film di Luis Buñuel, L'angelo sterminatore, nelle parole "Sometimes I dream I'm an exterminating angel, A travelling executioner from heaven".
Blank and White parla della censura e del giorno in cui il New York Times disse che Dio è morto e le suffragette protestarono. Una frase in particolare, "all you fuckers vote beep beep beep", potrebbe essere una sarcastica accusa politica nei confronti dei "votanti" che cercano il cambiamento attraverso metodi inefficaci. Come Manson dichiarò nella stessa intervista con Shockhound, il fatto che a fianco di questa autocensura ci sia un "beep" vero che copre le parole "[shoot the] president of whatever", lo rende piuttosto felice artisticamente. La seconda traccia dell'album è intitolata Pretty as a Swastika. "È qualcosa che ho detto ad una ragazza a causa del colore della sua pelle, con i capelli neri, le labbra rosse e la pelle pallida. Voglio dire, era un commento complesso e poetico che portò presto ad un amplesso, quindi non ho trovato nessun motivo per essere visto come confuso, pieno di odio e distruttivo. L'etichetta discografica [disse a Manson di], toglierla dall'album. Invece di farlo, ho deciso di inserirla lo stesso con un nome differente, così sarà venduto da Walmart o in qualsiasi negozio che vende armi da fuoco ma ha paura dei testi delle canzoni. Così, ho messo Pretty as a ($) perché tutte le loro motivazioni sono basate sui soldi".

## Distribuzione

### Album
La pubblicazione dell'album era stata inizialmente programmata per il mese di ottobre 2008. A causa degli impegni con il tour questa data fu posticipata all'inverno 2008, prima di essere spostata nuovamente a maggio 2009, rivelandosi stavolta corretta. Inizialmente, Manson espresse anche l'intenzione di pubblicare un brano tratto dall'album prima della fine del 2008, ma questi piani non si realizzarono. L'album fu pubblicato in due formati differenti: il 27 aprile, fece la sua comparsa sul sito della catena di distribuzione inglese HMV la lista tracce del disco bonus contenuto nella versione deluxe dell'album, rivelando che il disco avrebbe contenuto fino a sette remix. Il disco in edizione limitata includeva 6 tracce bonus, di cui cinque versioni alternative di altrettante canzoni ed un remix del singolo Arma-Goddamn-Motherfuckin-Geddon. Anche l'edizione standard contiene il remix del singolo come traccia bonus. Entrambe le edizioni dell'album includono il libretto.

### Videoclip
Il 3 aprile 2009, la Polydor Records parlò a proposito del videoclip del brano, che non era ancora stato confermato, e disse che non sarebbe stato disponibile prima del 17 aprile. Il 6 aprile furono pubblicate alcune fotografie e video relativi al videoclip, diretto da Delaney Bishop tra il 4 ed il 5 aprile 2009, dando modo di notare che il video avrebbe in qualche modo parodiato i temi visuali degli album Antichrist Superstar e The Golden Age of Grotesque. Il canale televisivo britannico Channel 4 annunciò che avrebbe messo in onda il videoclip in esclusiva durante le prime ore del 18 aprile, ma non fu così, e il canale televisivo spiegò successivamente che "a causa di imprevisti, il video non è stato recapitato a Channel 4 in tempo per essere trasmesso". Aggiunse che, a causa del fatto che altre stazioni televisive lo avevano proiettato, Channel 4 non aveva intenzione di trasmetterlo in futuro; stranamente questa spiegazione si rivelò falsa. Universal Music annunciò successivamente che la première del video era prevista per il 5 maggio, ma nemmeno questa data si rivelò corretta. Alla fine, il videoclip, nel quale appaiono Manson, il bassista Twiggy Ramirez, Chris Vrenna e Ginger Fish, debuttò il 14 maggio su NME.com in versione censurata, prima di apparire qualche ora dopo in versione non censurata sul sito ufficiale della band. Nel mese di agosto 2009, la versione "Director's Cut" apparve sul blog di Delaney Bishop. Il regista del video pubblicò successivamente un estratto delle scene tagliate dal video attraverso il suo sito e YouTube. La parte pubblicata era la seconda strofa della canzone, e il filmato in questione risulta essere quasi completamente diverso dall'originale.
Il 10 e 11 settembre 2009 Manson pubblicò sul suo profilo MySpace tre screenshot tratti dal videoclip di Running to the Edge of the World. Le prime due foto furono incluse nell'album fotografico "video stills from the future", mentre la terza fu aggiunta il giorno dopo nell'album "My Mobile Photos". Il 4 novembre il video fu pubblicato ufficialmente sul sito della band. Era apparso sul sito già due giorni prima con il titolo "test1", ma fu rimosso dopo poche ore. Il video è stato diretto dallo stesso Manson e da Nathan "Karma" Cox, che già aveva diretto il videoclip di Personal Jesus. Mostra Manson vestito con una camicia bianca mentre canta la canzone davanti alla telecamera, nascondendosi parzialmente con una tenda. Sul finale del video, Manson picchia a morte una ragazza interpretata da Kelly Polk.

### Singoli
We're from America fu pubblicato come singolo promozionale dall'album. Un articolo della rivista Kerrang! affermava erroneamente che il brano era stato pubblicato durante la seconda settimana di marzo 2009; in realtà fu pubblicato il 27 marzo, sotto forma di file mp3 scaricabile gratuitamente dal sito ufficiale della band che, per l'occasione, cambiò grafica. La canzone è stata ripubblicata come singolo digitale il 7 aprile 2009, ed attualmente è disponibile su iTunes Store ed Amazon.
Arma-Goddamn-Motherfuckin-Geddon fu il primo singolo ufficiale estratto dall'album. La canzone è stata remixata dai Teddybears, e fu pubblicata in download digitale il 5 maggio 2009 in contemporanea con l'apertura dei pre-ordini di The High End of Low.

## Promozione
Il 2 gennaio 2009 Manson assegnò all'album il titolo definitivo, ed esattamente un mese dopo, il 2 febbraio 2009, Rolling Stone rivelò nella sua sezione online Smoking Selection che questo sarebbe stato The High End of Low. Nello stesso articolo, Manson rivelò che sarebbe stato prodotto un videoclip per il brano di nove minuti I Want to Kill You Like They Do in the Movies. Rudy Coby affermò tramite la sua pagina Facebook che il singolo di lancio sarebbe invece stato Arma-Goddamn-Motherfuckin-Geddon a causa dell'insistenza dell'allora etichetta discografica dei Marilyn Manson, la Interscope Records.
Per promuovere The High End of Low, il 27 marzo fu offerta una canzone in download gratuito, We're from America. Qualche giorno dopo, il 7 aprile, il brano fu ripubblicato come singolo digitale, ed il 14 aprile uscì il singolo fisico in edizione limitata. Il primo singolo commerciale tratto dall'album, Arma-Goddamn-Motherfuckin-Geddon, entrò in rotazione nelle radio il 13 aprile, e fu pubblicato come singolo fisico il 15 maggio in Germania ed il 18 nel Regno Unito. L'uscita del videoclip per il brano, filmato tra il 4 ed il 5 aprile, slittò due volte prima di fare la sua comparsa in versione censurata sul sito di NME, e dopo poche ore anche in versione non censurata direttamente sul sito ufficiale della band. Sempre come forma di promozione, The High End of Low fu reso disponibile in streaming gratuito sul profilo ufficiale MySpace dei Marilyn Manson prima della sua uscita mondiale, ed il 28 maggio, Hot Topic inserì alcuni estratti dall'album nella homepage del suo sito.
Il 7 maggio 2009 fu attivato un minisito ufficiale dedicato a The High End of Low. Oltre ad una nuova foto promozionale, il sito proponeva il testo parziale di Arma-Goddamn-Motherfuckin-Geddon, i collegamenti alle pagine dedicate ai pre-ordini sia dell'album che del disco singolo di Arma-Goddamn-Motherfuckin-Geddon, una mailing list e un'applicazione Facebook che includeva testi e spezzoni di brani tratti dall'album. Le canzoni incluse nell'applicazione sono state le seguenti: il 7 maggio Devour, We're from America e Arma-Goddamn-Motherfuckin-Geddon; queste furono sostituite il 15 maggio da Four Rusted Horses, Leave a Scar e Pretty as a Swastika; queste furono sostituite il 22 maggio con Into the Fire, WOW e Blank and White; queste furono a loro volta sostituite il 29 maggio da I Want to Kill You Like They Do in the Movies, Unkillable Monster e Running to the Edge of the World ed infine, queste lasciarono il posto il 5 giugno a I Have to Look Up Just to See Hell, 15 e Wight Spider; dopodiché il destino dell'applicazione è sconosciuto. L'8 maggio 2009, una e-mail inviata attraverso la mailing list del sito informò che ogni settimana precedente l'uscita dell'album, una canzone sarebbe stata disponibile inviando tramite telefono cellulare un SMS con scritto MANSON al numero 909090; il primo di questi brani sarebbe stato Wight Spider.

## Accoglienza

### Accoglienza critica
| Recensione           | Giudizio |
| -------------------- | -------- |
| allMusic             | [ 22 ]   |
| BBC                  | positivo |
| Entertainment Weekly | (C+)     |
| Los Angeles Times    | [ 25 ]   |
| Metal Hammer         |          |
| Planet Sound         | [ 26 ]   |
| Rolling Stone        | [ 27 ]   |
| Spin                 | [ 28 ]   |
| The Washington Post  | positivo |
| IGN                  | (6.8/10) |

Al momento della sua uscita, l'album fu accolto con recensioni miste. A Metacritic, che assegna un punteggio standard fino a cento punti in base a recensioni di famosi critici, l'album ha ricevuto un punteggio medio di 58 punti su 14 recensioni, che indica «recensioni generalmente miste o nella media». Alcuni critici affermarono che il disco suona diluito e ripetitivo, mentre altri lo elogiarono per il fatto che mostra "una faccia più umana di Manson dopo il suo divorzio ed è il materiale migliore dai tempi di Mechanical Animals". Allison Stewart del Washington Post diede una recensione positiva all'album, dicendo che "il divorzio di Manson dalla ballerina burlesque Dita von Teese ha portato ad un nuovo picco musicale". Il giornalista di Spin Doug Brod diede a sua volta una recensione positiva, affermando che "mentre è ancora facile ignorare le sue tattiche shock come puerili ed inopportune, [Manson] non è mai sembrato così vitale—e melodioso—dai tempi di Mechanical Animals. La recensione della BBC affermò che il nuovo album vedeva la resurrezione di Manson dopo lo scialbo Eat Me, Drink Me, aggiungendo una nota di merito al lavoro fatto con il basso sul disco. La recensione elogiò l'album dicendo che "dimostra che c'è ancora una giusta dose di sangue e bile da versare dalla sua carcassa. Più straordinariamente, al suo punto migliore offre un sarcastico commento mirato all'America degli anni zero". We're from America fu menzionata come la traccia più potente del nuovo album.
Planet Sound diede all'album una recensione positiva, definendolo il miglior lavoro della band fin dai tempi di Mechanical Animals e dicendo che Manson "ha riavuto indietro la sua pavoneggiante sicurezza di sé. Questo sfocia in un glam impettito e ballate magnificamente esagerate, con Manson che sembra suonare ancora come un alieno". Il giornalista del Los Angeles Times Mikael Wood affermò che la band fece addirittura "una sorpresa o due, come in Running to the Edge of the World, una lussureggiante e potente ballata in chiave acustica completa di falsetto". Wood disse inoltre che "High End lascia una grande impressione della reunion di Manson con lo storico chitarrista-bassista Twiggy Ramirez; insieme ai produttori Sean Beavan e Chris Vrenna, hanno scolpito un suono più incisivo e allo stesso tempo finemente dettagliato di qualsiasi altro precedente lavoro dei Marilyn Manson". Il giornalista di Rolling Stone Jody Rosen diede all'album una recensione mediocre, menzionando la minore capacità dell'album di scioccare, in confronto agli anni passati. Rosen affermò che le parti migliori dell'album sono le ballate come la blueseggiante Four Rusted Horses che crea una molto più tenera rappresentazione di Manson come un umano malinconico rispetto ad Antichrist Superstar. Phil Freeman di allMusic criticò la mancanza di varietà nell'album con "due o tre idee musicali che sono ripetute per tutto il disco". Criticò anche i testi, affermando a proposito di Manson: "[sembra che] stia tentando di convincere sé stesso tanto quanto il pubblico" e che "è abbastanza chiaro che [Manson] è a corto di idee". Una recensione a cura del Guardian si lamentò dell'assenza di novità nell'album, che ripete "i soliti istrionismi shock-rock di basso livello".

### Vendite
L'album debuttò alla posizione numero 4 della Billboard 200 con 49 000 copie vendute nella prima settimana. Nonostante abbia raggiunto una posizione più alta in classifica rispetto al precedente disco della band Eat Me, Drink Me che debuttò in ottava posizione, fu l'album che vendette di meno nella prima settimana tra tutti quelli della band fin dai tempi del live The Last Tour on Earth, che nel 1999 vendette 26 000 copie nella prima settimana. Dopo il suo debutto, l'album scivolò costantemente, cadendo alla posizione numero 24 durante la seconda settimana e alla numero 60 nella terza. Al mese di febbraio 2012, l'album ha venduto 148 000 copie negli Stati Uniti. L'album ha debuttato alla posizione numero 9 nella classifica giapponese Oricon, con 10 583 copie vendute durante la prima settimana.

## The High End of Low Tour
Per supportare The High End of Low, i Marilyn Manson si imbarcarono in un tour mondiale negli stadi, intitolato The High End of Low Tour. Si tratta del dodicesimo tour della band nonché l'ottavo organizzato in varie branche. Il tour iniziò il 3 giugno 2009 e proseguì fino al 21 dicembre dello stesso anno. L'unica data del tour prevista per il 2010 fu cancellata, e durante l'ultimo concerto in Francia, Manson annunciò che non ci sarebbero state date nel 2010.
Rispecchiando i temi e la grafica dell'album che ruotano attorno alla concezione da parte di Manson della vita come un film, la controparte dal vivo dell'album riflette questa teatralità simulando ogni canzone nel concerto come se fosse un atto differente. Il palco era inondato di luci di scena provenienti dal cinema che illuminavano Manson, la separazione tra "dietro le quinte"/"in scena" è stata studiata per ritrarre questo effetto cinematografico; Manson si rifaceva il trucco sul palco, i macchinisti lo assistevano con i cambi d'abito sempre davanti alla folla, e inoltre, prima dell'inizio di ogni canzone e dopo la sua fine, un macchinista compariva sul palco e indicava l'inizio di un nuovo atto impiegando un ciak davanti a Manson, come per comunicare il mantra filmico "luci, camera, azione!"; solo a quel punto il brano iniziava.
Un nuovo trucco teatrale fu rivelato durante la prima branca europea del The High End of Low Tour. Durante Great Big White World, Manson cantava da dentro una scatola illuminata di luce bianca. L'intero brano era cantato dietro una pellicola semi-trasparente, che veniva rimossa dal pubblico. Anche If I Was Your Vampire, brano che tratta a sua volta di un disperato isolamento amoroso, fu talvolta eseguito con questo espediente teatrale durante le prime date del tour.

## Tracce
Testi di Marilyn Manson, musiche di Twiggy Ramirez, Chris Vrenna eccetto Wight Spider, di Ramirez, Vrenna e Manson.
1. Devour – 3:46
2. Pretty as a Swastika – 2:45
3. Leave a Scar – 3:55
4. Four Rusted Horses – 5:00
5. Arma-Goddamn-Motherfuckin-Geddon – 3:39
6. Blank and White – 4:27
7. Running to the Edge of the World – 6:26
8. I Want to Kill You Like They Do in the Movies – 9:02
9. WOW – 4:55
10. Wight Spider – 5:33
11. Unkillable Monster – 3:44
12. We're from America – 5:04
13. I Have to Look Up Just to See Hell – 4:12
14. Into the Fire – 5:15
15. 15 – 4:21

Tracce bonus
- Pretty as a Swastika (Alternate Version) - [Versione negozi indipendenti] – 2:26
- Arma-Goddamn-Motherfuckin-Geddon (Teddybears Remix) - [Versioni internazionali] – 3:31

### Disco bonus versione Deluxe
1. Arma-Goddamn-Motherfuckin-Geddon (Teddybears Remix) – 3:31
2. Leave a Scar (Alternate Version) – 4:02
3. Running to the Edge of the World (Alternate Version) – 6:08
4. Wight Spider (Alternate Version) – 5:28
5. Four Rusted Horses (Opening Titles Version) – 5:02
6. I Have to Look Up Just to See Hell (Alternate Version) – 4:07

Tracce bonus Deluxe Edition
- Fifteen (Alternate Version) - [iTunes bonus track] – 4:17
- Into the Fire (Alternate Version) - [pre-ordini iTunes & versione giapponese] – 4:34
- Arma-Goddamn-Motherfuckin-Geddon (Alternate Version) - [Hot Topic deluxe edition] – 3:39

## Classifiche, vendite e certificazioni

### Classifiche album
| Classifica (2009)              | Posizione massima |
| ------------------------------ | ----------------- |
| Australia (ARIA)               | 11                |
| Austria (Ö3)                   | 6                 |
| Belgio (Fiandre) (Ultratop 50) | 38                |
| Belgio (Vallonia) (Ultratop)   | 16                |
| Canada (CANOE)                 | 4                 |
| Danimarca (Track Top-40)       | 32                |
| Europa (Billboard)             | 6                 |
| Finlandia (Mitä Hitti)         | 9                 |
| Francia (SNEP)                 | 9                 |
| Germania (Media Control)       | 11                |
| Giappone (Oricon)              | 9                 |
| Irlanda (IRMA)                 | 47                |
| Italia (FIMI)                  | 18                |
| Messico (AMPROFON)             | 34                |
| Nuova Zelanda (RIANZ)          | 8                 |
| Norvegia (VG-lista)            | 26                |
| Paesi Bassi (MegaCharts)       | 73                |
| Polonia (ZPAV)                 | 31                |
| Portogallo (AFP)               | 22                |
| Regno Unito (OCC)              | 19                |
| Repubblica Ceca (IFPI)         | 13                |
| Spagna (PROMUSICAE)            | 9                 |
| Svezia (Sverigetopplistan)     | 15                |
| Svizzera (Hitparade)           | 6                 |
| Ungheria (Mahasz)              | 17                |
| U.S. Billboard 200             | 4                 |

### Vendite totali
| Paese       | Vendite |
| ----------- | ------- |
| Stati Uniti | 148,000 |

### Vendite nella prima settimana
| Paese       | Vendite |
| ----------- | ------- |
| Giappone    | 10,583  |
| Regno Unito | 7,746   |

## Date di pubblicazione
| Paese         | Data           | Etichetta               | Formato                       | Catalogo        |
| ------------- | -------------- | ----------------------- | ----------------------------- | --------------- |
| Giappone      | 20 maggio 2009 | Universal International | Compact disc, edizione deluxe | UICS9107        |
| Australia     | 22 maggio 2009 | Interscope Records      | Compact disc, edizione deluxe | 2706388         |
| Germania      | 22 maggio 2009 | Polydor Records         | Compact disc                  | 0-602527-061825 |
| Italia        | 22 maggio 2009 | Universal International | Compact disc, edizione deluxe | 0-602527-063881 |
| Francia       | 25 maggio 2009 | Polydor Records         | Compact disc                  | 0-602527-061825 |
| Nuova Zelanda | 25 maggio 2009 | Interscope Records      | Compact disc, edizione deluxe | —               |
| Regno Unito   | 25 maggio 2009 | Interscope Records      | Compact disc, edizione deluxe | 2706182         |
| Corea         | 26 maggio 2009 | Universal International | Compact disc, edizione deluxe | —               |
| Nord America  | 26 maggio 2009 | Interscope Records      | Compact disc, edizione deluxe | B0013017-72     |
| Brasile       | 26 maggio 2009 | Universal International | Compact disc                  | —               |
| Ungheria      | 26 maggio 2009 | Universal International | Compact disc, edizione deluxe | —               |

## Crediti e personale
Marilyn Manson
- Marilyn Manson – voce, percussioni, chitarre, produzione, fotografia, direzione artistica, design
- Twiggy Ramirez – chitarre, basso, tastiere, produzione
- Chris Vrenna – tastiere, programmazione, produzione, composizione, ingegneria, missaggio
- Ginger Fish – batteria, pianoforte in Into the Fire

Produzione
- Sean Beavan – produzione, missaggio, ingegneria